# Persela Lamongan
Persatuan Sepak Bola Lamongan w skrócie Persela Lamongan – indonezyjski klub piłkarski, grający w pierwszej lidze indonezyjskiej, mający siedzibę w mieście Lamongan, leżącym na wyspie Jawa Wschodnia.

## Stadion
Domowe mecze klub rozgrywa na stadionie Surajaya w Lamongan, który może pomieścić 15 tysięcy widzów.

## Sukcesy

### Domowe

#### Ligowe
- Divisi Dua Liga Indonesia
  - mistrzostwo (1): 2001

## Skład na sezon 2015
| Nr | Poz. | Piłkarz                  |
| -- | ---- | ------------------------ |
| 1  | BR   | Choirul Huda † (kapitan) |
| 2  | PO   | Zaenal Arifin            |
| 3  | OB   | David Pagbe              |
| 4  | OB   | Muhammad Radikal Idealis |
| 5  | OB   | Taufiq Kasrun            |
| 7  | PO   | Arif Ariyanto            |
| 8  | PO   | M. Yogi Novrian          |
| 9  | NA   | Muhammad Agus Salim      |
| 10 | PO   | Balša Božović            |
| 11 | OB   | M. Rizki Mirzamah        |
| 12 | OB   | M. Zainal Haq            |
| 13 | NA   | Bijahil Chalwa           |

| Nr | Poz. | Piłkarz                 |
| -- | ---- | ----------------------- |
| 14 | OB   | Akbar Zakaria           |
| 16 | BR   | Roni Tri Prasnanto      |
| 17 | PO   | Dhanu Rosadhe           |
| 19 | OB   | Asep Budi Santoso       |
| 20 | BR   | Galih Firmansyah        |
| 21 | PO   | Jusmadi                 |
| 23 | PO   | Akbar Rasyid            |
| 24 | OB   | Mahyadi Panggabean      |
| 25 | PO   | Muhammad Bangkit Sabily |
| 27 | NA   | Pedro Velázquez         |
| 30 | OB   | Eky Taufik              |
| 91 | NA   | Eki Nurhakim            |